# Gelber Merantibaum
Der Gelbe Merantibaum (Shorea faguetiana) ist eine Pflanzenart aus der Gattung Shorea in der Familie der Flügelfruchtgewächse (Dipterocarpaceae). Sein Verbreitungsgebiet liegt in Malaysia, Indonesien und Thailand. Einzelne Exemplare gehören zu den höchsten Laubbäumen der Welt.

## Beschreibung

### Vegetative Merkmale
Shorea faguetiana wächst als sehr großer, immergrüner Baum und erreicht eine durchschnittliche Höhe von 50–60 Metern; die maximale Wuchshöhe beträgt 100 Meter oder mehr. Der Stammdurchmesser kann über 3 Meter betragen, die Rinde ist grau-bräunlich. Er bildet Brettwurzeln aus, die mehrere Meter hoch sein können.
Die kurz gestielten, leicht glänzenden und ledrigen, glatten Blätter sind eiförmig, eilanzettlich bis elliptisch und zugespitzt bis bespitzt, mit glattem Rand und gefiederter Nervatur. Sie sind etwa 7–12 Zentimeter lang und 3–5 Zentimeter breit. In den Jahren, in denen Früchte produziert werden, erscheinen keine neuen Blätter.

### Generative Merkmale
Die kleinen, kurz gestielten, zwittrigen, fünfzähligen und duftenden Blüten mit doppelter Blütenhülle, stehen in etwa 20 Zentimeter langen, end- oder achselständigen, vielblütigen rispigen Blütenständen. Am becherförmigen Blütenboden sind fünf leicht behaarte, später flügelig auswachsende Kelchblätter vorhanden. Die länglichen, cremefarbenen Kronblätter sind basal dachziegelig angeordnet und mittig verdreht. Die Staubblätter sind in drei Kreisen angeordnet. Die länglichen Antheren haben einen fädigen Fortsatz. Am leicht behaarten (halb)oberständigen, etwas in den Blütenboden eingesenkten Fruchtknoten ist ein konisches Griffelpolster mit kurzem Griffel vorhanden.
Es werden mehrflügelige, ellipsoide, einsamige und orange-bräunliche, bespitzte Flügelfrüchte (Pseudosamara) gebildet. Die fünf, etwa 4,5–6 Zentimeter langen, ungleich großen, spatelförmigen bis elliptischen und fünfnervigen Flügel sind holzig und ebenfalls orange-braun, sie sind an der Fruchtbasis angeheftet. Die Nüsse ohne Flügel messen etwa 1,5 × 0,5 Zentimeter.
Die Chromosomenzahl beträgt 2n = 14.

## Höchste Exemplare
Auf Borneo wurde 2016 ein Baumriese dieser Art mit 94,1 m Höhe vermessen. Dieser Wert wurde 2018 bei der Messung eines anderen Exemplars mit 100,8 m Höhe und einer geschätzten Masse von 81 t übertroffen. So löste dieser Gelbe Merantibaum den Rieseneukalyptus „Centurion“ als höchster lebender Laubbaum ab. Die Art zählt damit zu den wenigen Baumarten, die über 100 m Höhe erreichen können.

## Lebensraum
Der Gelbe Merantibaum wächst in immergrünen Dipterocarpwäldern des tropischen Tiefland-Regenwaldes, bevorzugt auf Lehm- und Sandböden. Er ist unter den Bäumen der Kronenschicht, aber auch unter den hochragenden „Urwaldriesen“ zu finden.

## Taxonomie
Die Erstbeschreibung erfolgte durch Frédéric Louis Heim 1891 in Bull. Mens. Soc. Linn. Paris 422, 975. Synonyme sind Shorea ridleyana King.

## Verwendung
Das Gelbe Merantiholz ist ein kommerziell wertvolles leichtes Hartholz mit dem Handelsnamen „Yellow Meranti“. Es eignet sich für den Bau von Häusern und Booten, für die Herstellung von Furnier, Sperrholz und Brettern. Darüber hinaus wird es im Möbelbau verwendet. Es kann wie bei vielen Shorea-Arten Dammarharz gewonnen werden.

## Gefährdung
Durch den Holzeinschlag und die Verminderung des Lebensraums aufgrund der Erweiterung landwirtschaftlicher Flächen ist die Population stark zurückgegangen. Die IUCN stuft die Art als stark gefährdet (Endangered, EN) ein.